# Dendrophthora brachystachya
Dendrophthora brachystachya är en sandelträdsväxtart som beskrevs av Ignatz Urban. Dendrophthora brachystachya ingår i släktet Dendrophthora och familjen sandelträdsväxter. Inga underarter finns listade i Catalogue of Life.